# Halocoryne orientalis
Halocoryne orientalis is een hydroïdpoliep uit de familie Zancleidae. De poliep komt uit het geslacht Halocoryne. Halocoryne orientalis werd in 1916 voor het eerst wetenschappelijk beschreven door Browne. 